# Beeville
Beeville város az USA Alabama államában, Bee megyében, melynek megyeszékhelye is. Lakosainak száma 13 669 fő (2020. április 1.).

## Népesség
A település népességének változása:

| 2010 | 12 863 |
| 2020 | 13 669 |